# Тромсея
Тромсея (норв. Tromsøya) — острів у протоці між материком і островом Сер-Квалей у комуні Тромсе, фюльке Трумс, Норвегія. Тут є міський центр і кілька житлових районів міста Тромсе. Площа острова 22 км², населення — 36 088 осіб (2012). У західній частині острова розташований аеропорт Тромсе.
Острів сполучений з материком Трумсейським мостом і Трумсейсуннським тунелем, а з островом Сер-Квалей —  Саннессуннським мостом.

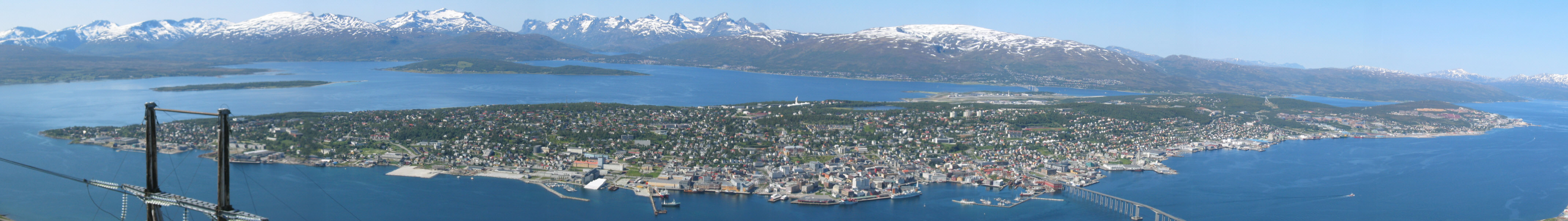
Трумсея